# 2-甲基-3-氧代丙酸
2-甲基-3-氧代丙酸（英語：2-Methyl-3-oxopropanoic acid）,又名甲基丙二酸半醛（英語：methylmalonate semialdehyde）是一种缬氨酸代谢的代谢中间产物。